# Rookies
Rookies (яп. ルーキーズ Ру:ки:дзу) — манга Масанори Мориты и её одноимённая экранизация в формате дорамы (телесериала). Манга публиковалась с 1998 по 2003. В 2008 году попала на 9 строчку топа продаж манги с тиражом почти в 2,77 миллиона экземпляров. С 19 апреля по 26 июля дорама транслировалась на телеканале TBS.

## Сюжет
В школу Футаготамагава приходит новый учитель Кавато и он видит закрытый, из-за истории полугодичной давности, бейсбольный клуб и старшеклассников, до которых никому нет дела. Кавато предлагает показать им путь в светлое будущее. Но они не горят желанием. Ведь так привычно существовать в своей пещерке и наивно радоваться тому, что имеешь.

## Персонажи

### Учителя
Коити Кавато (яп. 川藤 幸一 Кавато: Коити)
Молодой, 24-х летний, оптимистичный учитель, который ушёл из своей бывшей школы, из-за того, что чуть не убил своего ученика. После его нанимает директор Мураяма для работы в школе Футаготамагава. Придя туда, он узнаёт, что в его новой школе есть бейсбольный клуб, который был закрыт из-за одного случая, а его участники давно забросили свою мечту попасть на Косиэн. Но возобновлённый учитель решает показать им дорогу в светлое будущее. Так как большинство участников клуба не согласны с ним, случаются стычки, и благодаря тому, что в детстве отец обучал его всем видам боевых искусств, он может легко победить, но из-за своего правила: никогда не ударять ученика, он старается воздержаться от насилия. По мере сюжета он учит членов клуба разным вещам, например: никогда не сдаваться, быть честным, ценить дружбу и взаимопониманию между учителями и учениками.
Заместитель директора Икэбэ (яп. 池辺 教頭 Икэбэ Кёто)
Заместитель — бывший член бейсбольной команды Футаготамагавы, в школьные годы смог попасть на Косиэн. Первое впечатление о себе складывает как строгий и сдержанный преподаватель, часто отчитывает Кавато. Но позже становится более мягким к нему и бейсбольной команде. А после решает помогать клубу.
Директор Мураяма (яп. 校長 村山 Мураяма Коутё)
Мураяма — бывший капитан бейсбольной команды, во времена когда Никогаку была на Косиэне. В начале истории, предстаёт как жестокий и расчётливый человек, пытается всеми силам выгнать из школы членов бейсбольной команды, но позже он раскрывает свои мотивы и настоящее желание. Первое время является главным злодеем манги, но позже становится нейтральным и даже положительным.
Директор Фудзимура (яп. 藤村 校長 Фудзимура Коутё)
Фудзимура — директор пришедший на замену Мураяме. Раньше работал в Кандагаве вместе с Кавато и Маюми. Постоянно болит живот, при виде Кавато. По характеру — строгий, старается не идти против правил. Является дядей Маюми сэнсэй.
Риэ Маюми (яп. 真弓 りえ Маюми Риэ)
Маюми — молодая учительница, раньше работавшая с Кавато и её дядей. Преподаёт английский. Хорошо знает карате. Иногда проявляет заботу. Вероятно, испытывает чувства к Кавато.

### Первое поколение
Кэйити Ания (яп. 安仁屋 恵壹 Ания Кэйити) — Номер 1 ・ Рост 181 ・ 75 кг
Основной питчер. Был хорошо известен в средней школе, но потерял мотивацию из-за матча против Каваками. Гуляет с другими девушками, но влюблён в своего друга детства, Яги Токо. Из первого состава почти последний присоединился к команде.
Томотика Вакана (яп. 若菜 智哉 Вакана Томотика) — Номер 2 ・ Рост 179 ・ 71 кг
Вакана единственный член команды, который может ловить подачи Ании, хотя сначала не мог принимать подачи, не закрывая глаз. Но благодаря Хияме, он смог избавиться от своего недостатка. Долгое время не мог доверять Кавато, но после переубеждения и осознания, что он ничего не сдал выдающегося в жизни, решает присоединиться к команде. Имеет вспыльчивый характер. Задаёт настроение команде.
Тэцуро Юфунэ (яп. 湯舟 哲郎 Юфунэ Тэцуро) — Номер 3 ・ Рост 186 ・ 80 кг
Если Юфунэ волнуется, он при отбивании кричит «Ня!». Так же неравнодушен к Маюми сэнсэй, но не может признаться в своих чувствах. Имеет навыки слесаря и умеет открывать почти все замки. Юфунэ присоединился команде по своему желанию вместе с Хиямой и Окадой, хоть и сопротивлялся до этого. Дружит с Хиямой, но иногда из-за разногласий они могут поссориться. Немного извращенец и болтун.
Тоору Микосиба (яп. 御子柴 徹 Микосиба Тоору) — Номер 4 ・ Рост 154 → 162 ・ 47 кг
Микосиба — капитан. В отличие от остальных членов команды, добродушен и вежливый, часто нервничает и подводит. Он всегда знает, когда нужно подбодрить команду. Стал самым первым участником команды, так как все ещё желал играть в бейсбол. По мере развития, становится более уверенным и смелым. В средней школе состоял в бейсбольном клубе, но не играл. В начале истории, в дораме, был вместо Кобаяси.
Кэй Синдзё (яп. 新庄 慶 Синдзё Кэй) —— Номер 10 → 5 ・ Рост 185 ・ 81 кг
Из первого состава Синдзё присоединился к команде самый последний, и больше всех ненавидел Кавато, так как сильно дорожил дружбой, и расценивал вступление в клуб, как предательство. Но один из первых подружился с ним, хоть в команду вступать отказался. Помог команде разобраться, с теми, кто напал на Цубоя, Накагоми и Ябу, в арке «Нападение на бейсбольный клуб». В ходе повествования, из грубого и обозлённого человека, становится мудрым, решительным и готовым на все ради своих друзей. Имеет удивительные способности в беттинге.
Киёоки Хияма (яп. 桧山 清起 Хияма Киёоки) —— Номер 6 ・ Рост 174 ・ 65 кг
Хияма, поначалу, худший беттер в команде. По характеру схож с Ваканой из-за чего они иногда помогают друг другу, как в арке «Обучение Ваканы». К команде присоединяется вместе с Юфунэ и Окадой. Из-за плохого беттинга имел много проблем, такие как издевательство со стороны противников и замена игрока. Но вскоре встаёт на один уровень с остальными участникам клуба.
Синобу Имаока (яп. 今岡 忍 Имаока Синобу) —— Номер 9 → 7 ・ Рост 152 ・ 45 кг
Имаока самый непредсказуемый и странный в команде. Он способен хорошо подавать и отбивать, из-за чего иногда заменяет Анию, в роли питчера. Но из-за свой внешности его часто недооценивают. Изначально планировал вступить в хор вместе с Хирацукой, но был не против бейсбола. Больше всего общается с Хирацукой. Имеет спокойный и даже пофигистичный характер.
Сюта Сэкикава (яп. 関川 秀太  Сэкикава Сюта) —— Номер 8 ・ Рост 163 ・ 54 кг
Сэкикава самый быстрый в команде и, если убирает ирокез становится ещё быстрее. Раньше был магазинным воришкой, в чём он использовал свою скорость. Многое барахло в клубной комнате притащил именно Сэкикава. Присоединился к клубу вторым, после Микосибы. Помогал убирать клубную комнату, полоть поле, а также не скрывал своего интереса к бейсболу, и поддержи Кавато. Из-за чего Синдзё не взлюбил его, а после избил.
Юя Окада (яп. 岡田 優也  Окада Юя) —— Номер 7 → 9 ・ Рост 170 ・ 59 кг
Окада рассудительный и мудрый, хоть вначале предстаёт бешеным. Спокойно может поучать или упрекать остальных членов бейсбольной команды. Имеет причёску — дреды. Так же хорошо учится.
Тайра Хирацука (яп. 平塚 平  Хирацука Тайра) —— Номер 5 → 10 ・ Рост 175 ・ 75 кг
Хирацука силён, хоть не имеет способностей в бейсболе. Он способен отбивать, если подставит голову или мяч будет лететь ему в лицо. Его часто игнорируют остальные члены команды. Влюбился в менеджера — Токо, после её удара по лицу. Любит придумывать истории и драматизировать, из-за чего Хаманака повёлся на его рассказы об их клубе, пока тот ещё учился в средней школе. Вступил в клуб вместе с Имаокой.
Токо Яги (яп. 八木 塔子  Яги Токо)
Яги — менеджер команды и подруга детства Ании, оба испытывают чувства друг к другу, она даже подрабатывала, хоть это запрещено в школе, чтобы купить ему перчатку. Состояла в хоре, но стала менеджером, по большей части, чтобы заставить вступить в клуб Анию. Часто обсуждает различные бейсбольные темы с Микосибой, заместителем директор и Кавато.

### Второе поколение
Сёдзи Акабоси (яп. 赤星 奨志  Акабоси Сёдзи) —— Номер 1 → 11 ・ Рост 177 ・ 72 кг
Акабоси присоединился к команде в первом классе старшей школы, и не без проблем. Хорошо играл в средней школе и до сих пор продолжает проявлять сноровку на всех позициях и в беттинге. В отличие от остальных участников, мечтающих попасть на Косиэн, он имеет мечту попасть в высшую лигу. Изначально тренировался вместе с бейсбольной командой университета Таматаиику. Вскоре Акабоси уходит от университетской команды, разочаровавшись в них. Присоединившись к Никогаку осознаёт, что не настолько хорош в сравнении с остальными членами команды. А вступил в клуб лишь чтобы к его выпускному хватило времени выучить английский и получить немного славы в Японии.
Таиё Хаманака (яп. 濱中 太陽  Хаманака Таиё) —— Номер 12 ・ Рост 167 ・ 52 кг
Хаманака присоединился к команде чуть раньше, чем Акабоси, и был тогда на год младше всех остальных участников. Во время учёбы в средней школе, Хирацука спас его, и Хаманака начал следовать за ним и внимать каждому его слову. Из-за чего Хирацука мог спокойно вешать ему лапшу на уши. Когда поступил в Футаготамагаву, после того как узнал правду, все равно вступил в бейсбольный клуб, хоть стал бесполезным игрокам. Из-за необдуманных поступков, часто доставляет неудобства остальным, но старается исправиться.

## Манга
Манга публиковалась с 1998 по 2003. В 2008 году попала на 9 строчку топа продаж манги; количество проданных копий на тот момент составляло 2 765 163.

#### Список арок
| №  | Название арки                   | Номера глав |
| -- | ------------------------------- | ----------- |
| 1  | Добро пожаловать в рай          | 1-3         |
| 2  | Микосиба                        | 4-6         |
| 3  | Прошлое Кавато                  | 7-10        |
| 4  | Сэкикава                        | 11-16       |
| 5  | Синдзё                          | 17-18       |
| 6  | Вакана                          | 19-23       |
| 7  | Окада, Хияма и Юфунэ            | 24          |
| 8  | Нападение на бейсбольный клуб   | 25-28       |
| 9  | Ания, Хирацука и Имаока         | 29-37       |
| 10 | Обучение Ваканы                 | 38-40       |
| 11 | В преддверии игры               | 41-42       |
| 12 | Матч с Ёугадайити               | 43-67       |
| 13 | Мураяма                         | 68          |
| 14 | Кавато и компьютер              | 69          |
| 15 | Камеяма                         | 70          |
| 16 | Тест Ании                       | 71          |
| 17 | Старые ученики                  | 72          |
| 18 | Фукухара                        | 73-77       |
| 19 | Матч с софтбольной командой     | 78          |
| 20 | Тренировки Синдзё               | 79          |
| 21 | Проблема Хирацуки               | 80          |
| 22 | Маюми                           | 81-82       |
| 23 | Фудзимура                       | 83          |
| 24 | Энацу                           | 84-86       |
| 25 | Справочник Икэбэ                | 87-90       |
| 26 | Матч с Мэгурогавой              | 91-128      |
| 27 | Славный победный мяч            | 129         |
| 28 | Сэкикава в клубе по бегу        | 130         |
| 29 | Потерянная чашка Фудзиты сэнсэй | 131         |
| 30 | Король трусов                   | 132         |
| 31 | Работа Токо                     | 133         |
| 32 | Хаманака                        | 134-138     |
| 33 | Выпускной                       | 139         |
| 34 | Камисака                        | 140-152     |
| 35 | Акабоси                         | 153-155     |
| 36 | Подстава Хаманаки               | 156         |
| 37 | Перед турниром                  | 157-158     |
| 38 | Начало турнира                  | 159         |
| 39 | Ёси и Кацунори                  | 160         |
| 40 | Каваками                        | 161-164     |
| 41 | Матч с Сасадзаки                | 165-209     |
| 42 | Тяжёлый день                    | 210-214     |
| 43 | Матч без Кавато                 | 215-233     |

## Дорама
Дорама транслировалась в 2008 году с 19 апреля по 26 июля. Сценарий написал Ёсихиро Идзуми, а режиссёром выступил Юитиро Хиракава.
Было снято 11 серий и полнометражный фильм, продолжающий сюжет сериала. Также сняли специальный эпизод, который является пересказом сюжета дорамы.
Эдининг исполнила группа GReeeeN, с песней «Kiseki».

### Список серий
| Номер серии | Дата         | Название серии                                                                           | Рейтинг (Канто) |                                                                     |        |
| ----------- | ------------ | ---------------------------------------------------------------------------------------- | --------------- | ------------------------------------------------------------------- | ------ |
| Номер серии | Дата         | 1                                                                                        | 19 Апреля 2008  | The heated battle begins between delinquents and their new teacher! | 12.2 % |
| Номер серии | Дата         | 2                                                                                        | 26 Апреля 2008  | Believe in your dreams!                                             | 14.8 % |
| 3           | 3 Мая 2008   | Things worth protecting until the end                                                    | 15.4 %          |                                                                     |        |
| 4           | 10 Мая 2008  | Starting from rock-bottom                                                                | 13.1 %          |                                                                     |        |
| 5           | 17 Мая 2008  | If you lose, it’s all over… And then, the last man!                                      | 16.4 %          |                                                                     |        |
| 6           | 7 Июня 2008  | Tonight the second chapter starts: A miraculous victory!? And then, a tearful departure… | 15.4 %          |                                                                     |        |
| 7           | 14 Июня 2008 | Unforgivable defeat                                                                      | 14.2 %          |                                                                     |        |
| 8           | 28 Июня 2008 | A far-off dream… A victory for tomorrow                                                  | 14.7 %          |                                                                     |        |
| 9           | 5 Июля 2008  | Sordid pride                                                                             | 14.6 %          |                                                                     |        |
| 10          | 19 Июля 2008 | Final Chapter, Part 1: The last summer… And then…                                        | 12.5 %          |                                                                     |        |
| 11          | 26 Июля 2008 | Final Chapter, Part 2: Farewell to a most beloved teacher…                               | 19.5 %          |                                                                     |        |

### В ролях
- Сато Рюта — Кавато
- Койдэ Кэйсукэ — Микосиба
- Итихара Хаято — Ания
- Сирота Ю — Синдзё
- Накао Акиёси — Сэкикава
- Такаока Сосукэ — Вакана
- Кавамура Ёсукэ — Хияма
- Сато Такэру — Окада
- Игараси Сюндзи — Юфунэ
- Киритани Кэнта — Хирацука
- Оноэ Хироюки — Имаока